# 法国网球联会
法国网球联会（法語：Fédération française de tennis，FFT）是法国网球运动的管理机构。该联合会成立于 1920 年，负责组织、协调和推广网球运动。它得到了 国际网球联合会 和法国体育部的认可。其总部设在 罗兰·加洛斯球场。该联合会最初名为 Fédération Française de Lawn Tennis，1976 年更名为Fédération Française de Tennis。法国网球联合会的职责包括：在法国组织网球比赛，比如最著名的法国网球公开赛、支持和协调网球俱乐部以及管理法国网球队（包括戴维斯杯和联合会杯球队）。

## 历史

### 标志

FFT 标志 (1992-2015)